# The Knight of Cyclone Gulch
The Knight of Cyclone Gulch è un cortometraggio muto del 1913 prodotto dalla Kalem e diretto da Pat Hartigan.

## Produzione
Il film, prodotto dalla Kalem Company, fu girato in California, a Santa Monica.

## Distribuzione
Distribuito dalla General Film Company, il film - un cortometraggio di 150 metri - uscì nelle sale cinematografiche USA il 25 giugno 1913. Nelle proiezioni, veniva programmato con il sistema dello split reel, accorpato in un'unica bobina con un altro cortometraggio prodotto dalla Kalem, la commedia Curing Her Extravagance.